# ديف ماكان
ديف ماكان هو لاعب كرة القدم الكندية كندي، ولد في 5 فبراير 1889 في كارلتون بلاس في كندا، وتوفي في 27 مارس 1959.